# Paweł Nowicki (reżyser)
Paweł Antoni Nowicki (ur. 18 lipca 1951 w Łodzi) – polsko-kolumbijski reżyser, producent, scenarzysta oraz wykładowca akademicki.

## Życiorys
Ukończył studia magisterskie na Wydziale Filologicznym Uniwersytet Łódzkiego (1974), a następnie obronił dyplom na Wydziale Reżyserii Państwowej Wyższej Szkoły Teatralnej, Filmowej i Telewizyjnej w Łodzi (1996). W latach 1981–1983 był kierownikiem artystycznym Słupskiego Teatru Dramatycznego, a następnie kierownikiem artystycznym (1983–1989) i reżyserem (1989–1990, 1992–1993) Teatru Studyjnego '83 im. Juliana Tuwima w Łodzi.
W 1990 roku na zaproszenie argentyńskiego reżysera teatralnego, Rubéna Di Pietro, zdecydował się wraz z żoną, wyjechać do Kolumbii, gdzie podjął pracę jako reżyser teatru Camarín del Carmen. Ponadto w latach 1990–1997 był także wykładowcą aktorstwa w Krajowej Szkole Teatralnej (hiszp. Escuela Nacional de Arte Dramático – ENAD). W latach 1990–1993 był korespondentem „Bestselleru”, krytyki teatralnej „Więzi” i „Tygodnika Kulturalnego” oraz publikował w magazynie Universidad del Valle „la Revista GESTUS”. Ponadto wykładał na Academia Superior de Artes de Bogotá (1992–2007) i Academia Charlot. Prowadził warsztaty reżyserskie i aktorskie na uczelniach: Pontificia Universidad Javeriana, Universidad della Valle, Universidad Nacional de San Luis, Instituto Nacional de Bellas Artes y Literatura, Narodowym Uniwersytecie Autonomicznym Meksyku oraz w La Casa del Teatro Nacional, a także był producentem kolumbijskich telenowel.
W latach 2000–2006 przebywał w Polsce, gdzie wraz ze swoją firmą producencką – Bogota Film – produkował telenowele. Od 2007 pracował jako doradca wiceprezesa ds. produkcji Caracol Televisión (dawn. Canal Caracol).

### Życie prywatne
Jego żoną jest Anna Nowicka z domu Janiszewska, z którą ma córkę – Katarzynę (ur. 1988). Nowicki posługuje się językiem polskim, hiszpańskim, angielskim i rosyjskim.

## Przekłady
Jest autorem przekładów sztuk teatralnych z hiszpańskiego na polski: „Maravilla Star” Santiago Garcíi Pinzóna, „La secreta obscenidad de cada día”, „Dostoievski va a la playa”, „King Kong Palace o El exilio de Tarzán” Marco Antonio de la Parry, „Nictalopes” Tomasa Espinosy oraz z polskiego na hiszpański: „Kwartet dla czterech aktorów” Bogusława Schaeffera, „Clowni” Andrzeja Strzeleckiego oraz „Olbrzyma” Andrzeja Maleszki.

## Publikacje
- Co to jest telenowela, Oficyna Wydawnicza ASPRA-JR, 2006, ISBN 978-83-89964-89-2
- 7 Pecados Capitales de la telenovela, Hederieta, 2007[6]
- El gran libro del Guayago, Hederieta, 2013[7]

## Filmografia

### Scenariusz
- Pierwsza miłość (odcinki: 1–355, od 2004)
- Warto kochać (2005–2006)
- Rajskie klimaty (2006)
- Będziesz moja (2006)

### Produkcja
- Samo Życie (2002–2010)
- Adam i Ewa (2000–2001)

### Bohater
- O Donnie Barbie i Maestro (film dokumentalny, 1999)

Źródło: FilmPolski.pl

## Wyróżnienia
- 1988: Nagroda „Tygla Kultury” – Sprężyna – za osiągnięcia w zakresie pobudzania życia kulturalnego w Łodzi[2]